# Islande au Concours Eurovision de la chanson 2017
L'Islande est l'un des quarante-deux pays participants du Concours Eurovision de la chanson 2017, qui se déroule à Kiev en Ukraine. Le pays est représenté par Svala et sa chanson Paper, choisies via le Söngvakeppnin 2017. Le pays termine en 15e position en demi-finale avec 60 points, ne se qualifiant pas pour la finale.

## Sélection
Le diffuseur islandais confirme sa participation le 22 août 2016, reconduisant le format Söngvakeppnin comme sélection.

### Format
Similairement aux années précédentes, douze artistes participent à la sélection. Ils sont répartis par groupes de six dans deux demi-finales. À l'issue de chacune d'elles, trois artistes se qualifient. Après que les deux demi-finales se sont déroulées, le jury islandais choisit, en tant que wildcard un septième finaliste parmi les artistes non qualifiés. 
La finale désigne le vainqueur parmi les sept artistes restants. Tout d'abord, lors d'une première phase, une combinaison du télévote et d'un vote des jurys désigne deux artistes qui se qualifient pour la superfinale. Le télévote désigne, dans un deuxième temps, le gagnant parmi les deux artistes encore en compétition.

### Chansons
Chaque chanson dispose de deux versions : l'une en islandais, l'autre en anglais. Comme l'indique le règlement de la sélection, lors des demi-finales, les artistes interpréteront leur chanson en langue islandaise. Cependant, lors de la finale, les artistes devront interpréter leur chanson dans la langue qu'ils utiliseront lors de l'Eurovision.
| Artiste                                              | Chanson (Version islandaise) | Chanson (Version anglaise) |
| ---------------------------------------------------- | ---------------------------- | -------------------------- |
| Arnar Jónsson & Rakel Pálsdóttir                     | Til mín                      | Again                      |
| Aron Brink                                           | Þú hefur dáleitt mig         | Hypnotised                 |
| Aron Hannes Emilsson                                 | Nótt                         | Tonight                    |
| Daði Freyr Petúrsson                                 | Hvað með það?                | Is this love?              |
| Hildur Kristín Stefánsdóttir                         | Bammbaramm                   | Bammbaramm                 |
| Erna Mist Pétursdóttir                               | Skuggamynd                   | I'll be gone               |
| Júlí Heiðar Halldórsson & Þórdís Birna Borgarsdóttir | Heim til þín                 | Get Back Home              |
| Linda Hartmanns                                      | Ástfangin                    | Obvious love               |
| Pall Rósinkranz & Kristina Bærendsen                 | Þú og ég                     | You and I                  |
| Rúnar Eff Rúnarsson                                  | Mér við hlið                 | Make your way back home    |
| Sólveig Ásgeirsdóttir                                | Treystu á mig                | Trust in me                |
| Svala Björgvinsdóttir                                | Ég veit það                  | Paper                      |

### Émission

#### Demi-finales
- Qualifiés
- Wildcard du jury

##### ¨Première demi-finale
| # | Artiste                                              | Chanson      | Télévote | Place |
| - | ---------------------------------------------------- | ------------ | -------- | ----- |
| 1 | Hildur                                               | Bammbaramm   | 3 287    | 4     |
| 2 | Erna Mist Pétursdóttir                               | Skuggamynd   | 1 681    | 6     |
| 3 | Arnar Jónsson & Rakel Pálsdótir                      | Til mín      | 3 319    | 3     |
| 4 | Júlí Heiðar Halldórsson & Þórdís Birna Borgarsdóttir | Heim til þín | 3 150    | 5     |
| 5 | Rúnar Eff Rúnarsson                                  | Mér við hlið | 4.096    | 2     |
| 6 | Aron Hannes Emilsson                                 | Nótt         | 11.399   | 1     |

##### Deuxième demi-finale
| # | Artiste                              | Chanson              | Télévote | Place |
| - | ------------------------------------ | -------------------- | -------- | ----- |
| 1 | Linda Hartmanns                      | Ástfangin            | 1.408    | 6     |
| 2 | Daði Freyr Pétursson                 | Hvað með það?        | 5.005    | 3     |
| 3 | Svala Björgvinsdóttir                | Ég veit það          | 12.789   | 1     |
| 4 | Páll Rósinkranz & Kristina Bærendsen | Þú og ég             | 3.954    | 4     |
| 5 | Sólveig Ásgeirsdóttir                | Treystu á mig        | 2.588    | 5     |
| 6 | Aron Brink                           | Þú hefur dáleitt mig | 10.315   | 2     |

#### Finale
- Qualifiés
- Vainqueur

| Finale | Finale                          | Finale                  | Finale   | Finale | Finale | Finale |
| #      | Artiste                         | Chanson                 | Télévote | Jury   | Total  | Place  |
| ------ | ------------------------------- | ----------------------- | -------- | ------ | ------ | ------ |
| 1      | Aron Hannes Emilsson            | Tonight                 | 17 552   | 14 604 | 31 156 | 3      |
| 2      | Arnar Jónsson & Rakel Pálsdótir | Again                   | 4 816    | 18 095 | 22 911 | 5      |
| 3      | Aron Brink                      | Hypnotised              | 14 205   | 11 111 | 25 316 | 4      |
| 4      | Hildur                          | Bammbaramm              | 2 977    | 11 111 | 14 088 | 7      |
| 5      | Rúnar Eff Rúnarsson             | Make your way back home | 5 545    | 13 650 | 19 195 | 6      |
| 6      | Svala Björgvinsdóttir           | Paper                   | 45 258   | 24 759 | 70 017 | 1      |
| 7      | Daði Freyr Pétursson            | Is this love?           | 25 195   | 22 219 | 47 414 | 2      |

| Superfinale           | Superfinale   | Superfinale | Superfinale | Superfinale |
| Artiste               | Chanson       | Télévote    | Pourcentage | Place       |
| --------------------- | ------------- | ----------- | ----------- | ----------- |
| Svala Björgvinsdóttir | Paper         | 79.570      | 62,51 %     | 1           |
| Daði Freyr Pétursson  | Is this love? | 47.722      | 37,49 %     | 2           |

## À l'Eurovision
L'Islande participe à la première demi-finale, le 9 mai 2017. Arrivé 15e avec 60 points, le pays ne s'est pas qualifié pour la finale.